# Коктума (станция)
Коктума (каз. Көктұма) — станция (населенный пункт) в Алакольском районе Жетысуской области Казахстана. Входит в состав Достыкской поселковой администрации. Код КАТО — 193443300.

## Население
В 1999 году население станции составляло 130 человек (85 мужчин и 45 женщин). По данным переписи 2009 года, в населённом пункте проживало 70 человек (36 мужчин и 34 женщины).